# Zeke
A zeke kabátszerű, gyapjúposztóból készült a szűrnél kisebb kabátféle, mely a székelyeknél különösen kedvelt volt, de a gyimesi csángók is viselték.

## Története
A zeke szó eredete bizonytalan. Nevét először 1585-ben Calepinus a magyar megfelelőket is tartalmazó szótára említette, majd ettől kezdve egyre többször fordult elő említésekben és leírásokban is, a zeke szónak azonban egy bizonyos színnel vagy szabással való kapcsolata nem derül ki: hol hasonlónak, hol egyformának említették olyan kisebb szűr ruhákkal, mint például a daróc, condra,  kacagány, szokmány, köpenyeg, köntös vagy mente, de ritkábban a szűrhöz is hasonlították.
A zekét nők és férfiak egyaránt belebújva hordták. Színe többféle volt: szürke, barna, fekete vagy fehér is lehetett.
Készülhetett gallértalan, elől szíjjal kötődő-, vagy galléros, elöl gombolható formában is.